# مهلهل بن أبي العسكر
مهلهل بن أبي العسكر (500 هـ - 1106م / 558 هـ - 1163 م): قائد من الأمراء في عهد محمد المقتفي لأمر الله ويوسف المستنجد بالله العباسيين. كان هو وأخ له، في خدمة السلطان مسعود بن محمد بن ملكشاه وقتل أخوه صبرا، وهو أسير، مع صدقة بن دبيس سنة 532 هـ وأقر السلطان مسعود محمد بن دبيس (أخو صدقة) على إمارة الحلة وجعل معه مهلهلا يدبر أموره.
انتظمت الامارة لمحمد، فعاد مهلهل إلى بغداد. واستخلفه بها السلطان مسعود حين خرج لمحاربة صاحب فارس. واستولى علي بن دبيس على الحلة وطرد أخاه محمدا سنة 540 هـ فسار إليه مهلهل من بغداد، فهزمه علي. ومات مسعود 546 هـ بهمذان، فخدم مهلهل ابن أخيه السلطان محمد بن محمود وهاجما بغداد سنة 551 هـ فامتنعت عليهما. وبعثه إلى الحلة 552 هـ فملكها.
مات محمود بن محمد بن ملكشاه 554 هـ وبعده محمد المقتفي لأمر الله 555 هـ وبويع المستنجد ابن المقتفي فمنع هذا خطبة السلجوقية من بغداد. وانتقم من بني أسد (لمحاصرتهم بغداد مع مهلهل) فأجلاهم عن البطائح والحلة 558 هـ وقتل منهم حوالي أربعة آلاف. وانقطع خبر مهلهل.